# نیروی هسته‌ای در کانادا
تأمین انرژی هسته‌ای در کانادا از طریق ۱۹ راکتور تجاری با ظرفیت خالص ۱۳٫۵ گیگاوات (GW) صورت می‌گیرد که در مجموع ۹۵٫۶ تراوات‌ساعت (TWh) برق تولید می‌کنند و این مقدار در سال ۲۰۱۵ معادل ۱۶٫۶٪ از کل تولید برق کشور بود. به جز یکی، همهٔ این راکتورها در انتاریو قرار دارند، جایی که در سال ۲۰۱۹، ۶۱٪ از برق استان (۹۰٫۴ TWh) را تولید کردند. هفت راکتور کوچک‌تر نیز برای پژوهش و تولید رادیوداروها برای استفاده در پزشکی هسته‌ای به کار می‌روند.
تمام راکتورهای فعال فعلی در کانادا از نوع رآکتور آب سنگین فشرده (PHWR) با طراحی بومی، یعنی راکتور کندو هستند. راکتورهای CANDU به کشورهای هند، مجتمع برق هسته‌ای کراچی، نیروگاه هسته‌ای امبالز، نیروگاه هسته‌ای ولسئونگ، نیروگاه هسته‌ای سرناودا، و نیروگاه هسته‌ای گینشان صادر شده‌اند. با اینکه (تا سال ۲۰۲۲) هیچ برنامه‌ای برای ساخت CANDU جدید در کانادا یا دیگر کشورها وجود ندارد، کانادا همچنان پیشگام فناوری راکتورهای آب سنگین و سوخت اورانیوم طبیعی باقی مانده است. خط IPHWR هند، نسخه بومی‌شدهٔ راکتور CANDU است، در حالی‌که تنها شمار اندکی راکتور آب سنگین فشرده مستقل از خط CANDU ساخته شده‌اند، عمدتاً در نیروگاه هسته‌ای اتوچا در آرژانتین.

## تاریخچه
صنعت هسته‌ای (متفاوت از صنعت اورانیوم) در کانادا به سال ۱۹۴۲ بازمی‌گردد، زمانی‌که آزمایشگاه مشترک بریتانیا-کانادا به نام آزمایشگاه مونترآل در مونترآل، استان کبک، تحت مدیریت شورای ملی پژوهش کانادا برای طراحی یک راکتور هسته‌ای آب سنگین تأسیس شد. این راکتور به نام راکتور تحقیقاتی ملی (NRX) شناخته شد و پس از ساخت، قدرتمندترین راکتور تحقیقاتی جهان بود.

### راکتورهای آزمایشی

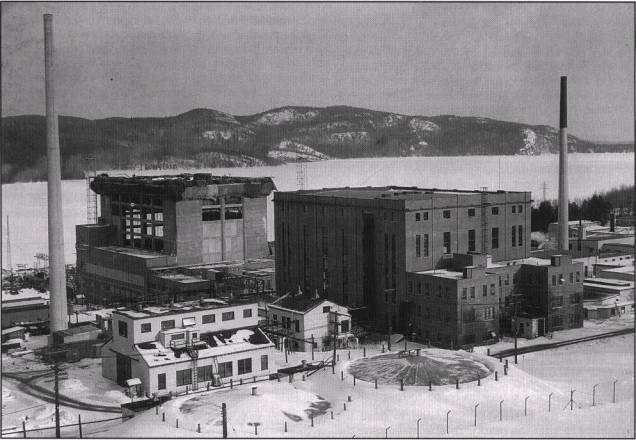
ZEEP (چپ)، NRX (راست) و NRU (پشت) در آزمایشگاه‌های چاک ریور، سال ۱۹۵۴

در سال ۱۹۴۴، ساخت راکتور آزمایشی کوچک‌تر ZEEP (راکتور آزمایشی انرژی صفر) در آزمایشگاه‌های هسته‌ای چاک ریور در انتاریو تصویب شد و در ۵ سپتامبر ۱۹۴۵، ساعت ۳:۴۵ بعدازظهر، ZEEP با توان ۱۰ وات، نخستین واکنش زنجیره‌ای هسته‌ای پایدار خارج از ایالات متحده را رقم زد.
در سال ۱۹۴۶، آزمایشگاه مونترآل تعطیل شد و ادامهٔ کار به آزمایشگاه‌های هسته‌ای چاک ریور منتقل شد. با استفاده از داده‌های حاصل از ZEEP، راکتور تحقیقاتی NRX—که از اورانیوم طبیعی و آب سنگین استفاده می‌کرد—در ۲۲ ژوئیه ۱۹۴۷ راه‌اندازی شد. این راکتور به مدت ۴۳ سال فعالیت داشت و ایزوتوپ پرتوزا تولید می‌کرد، در توسعهٔ سوخت و مواد برای راکتورهای CANDU به کار می‌رفت، و نوترون برای آزمایش‌های فیزیک فراهم می‌کرد. در سال ۱۹۵۷، راکتور بزرگ‌تر ۲۰۰ مگاوات (MW) راکتور جهانی تحقیقاتی ملی (NRU) به آن پیوست.
از سال ۱۹۶۷ تا ۱۹۷۰، کانادا راکتور آزمایشی کوچک‌تری به نام SLOWPOKE (سرواژهٔ Safe LOW-POwer Kritical Experiment) توسعه داد. نخستین نمونهٔ آن در چاک ریور ساخته شد و نمونه‌های متعددی عمدتاً برای پژوهش ساخته شدند. دو SLOWPOKE هنوز در کانادا در حال کار هستند؛ یکی در کینگستون، انتاریو، و دیگری در اکول پلی‌تکنیک مونترآل که از سال ۱۹۷۶ فعال است.

### نیروگاه‌های هسته‌ای
در سال ۱۹۵۲، دولت کانادا شرکت انرژی اتمی کانادا (AECL) را به عنوان یک شرکت دولتی تأسیس کرد تا استفاده‌های صلح‌آمیز از انرژی هسته‌ای را توسعه دهد. شراکتی بین AECL، انتاریو هیدرو و جنرال الکتریک کانادا شکل گرفت تا نخستین نیروگاه هسته‌ای کانادا، یعنی Nuclear Power Demonstration (NPD) را بسازند. NPD با ظرفیت ۲۰ MWe در ژوئن ۱۹۶۲ راه‌اندازی شد و مفاهیم منحصربه‌فردی چون سوخت‌گذاری در زمان کار، استفاده از اورانیوم طبیعی و آب سنگین به عنوان کندکننده نوترون و خنک‌کننده را به نمایش گذاشت. این ویژگی‌ها پایه‌گذار توسعهٔ راکتورهای توانمند کاندو (سرواژهٔ CANada Deuterium Uranium) شدند که در کانادا و دیگر کشورها ساخته و بهره‌برداری شدند. از سال ۱۹۶۱، AECL ساخت ۲۴ راکتور تجاری CANDU در انتاریو، استان کبک و نیوبرانزویک را رهبری کرد.

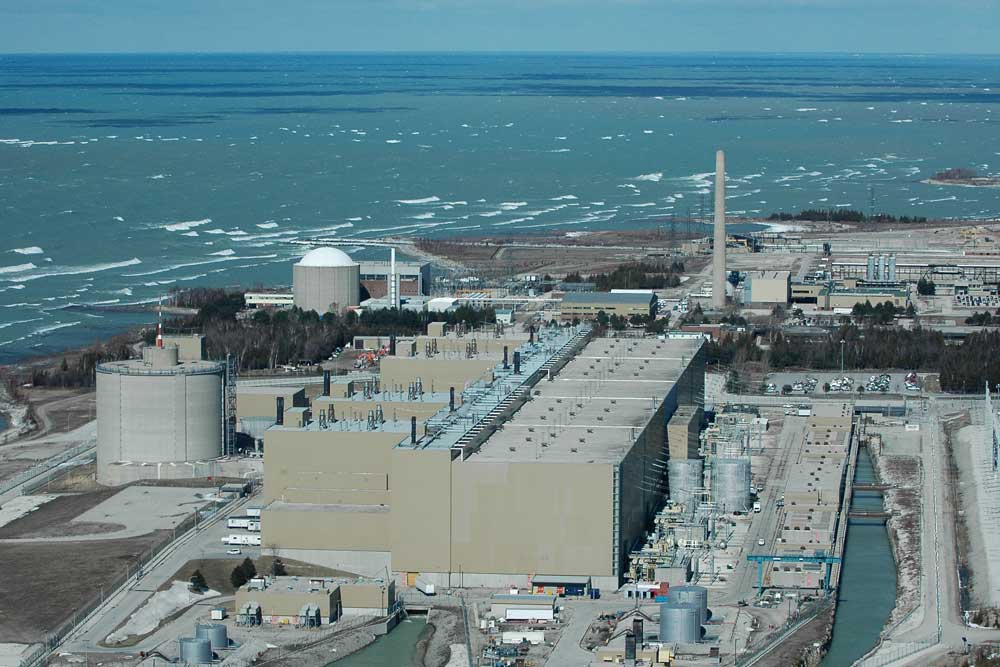
نیروگاه هسته‌ای بروس (جلو) و داگلاس پوینت (گنبد سفید) نیروگاه‌های هسته‌ای

نخستین راکتور CANDU در مقیاس کامل در ۲۶ سپتامبر ۱۹۶۸ در داگلاس پوینت در ساحل دریاچه هیوران، انتاریو، وارد مدار شد. دو سال بعد، راکتور مشابهی اما با طراحی متفاوت در رودخانه سن‌لوران، استان کبک راه‌اندازی شد. راکتور جنتیلی-۱ نمونهٔ آزمایشی CANDU-راکتور آب جوشان بود که با هدف کاهش هزینه و پیچیدگی طراحی شده بود. این راکتور پس از تنها ۱۸۰ روز کار مفید در طول نزدیک به ۷ سال (با ضریب ظرفیت ۵٫۷٪)، در ژوئن ۱۹۷۷ تعطیل شد. داگلاس پوینت نیز با وجود ضریب ظرفیت پایین ۵۵٫۶٪ و مشکلات بهره‌برداری، از نظر مالی ناکارآمد بود و در مه ۱۹۸۴ تعطیل شد.
در اوت ۱۹۶۴، Ontario Hydro تصمیم گرفت نخستین نیروگاه هسته‌ای بزرگ مقیاس در کانادا را در پیکرینگ، انتاریو در کنار دریاچه انتاریو، تنها ۳۰ کیلومتر دورتر از مرکز تورنتو، برای صرفه‌جویی در هزینه‌های انتقال برق بسازد. برای کاهش هزینه‌ها، راکتورها سامانه‌های ایمنی را با هم به اشتراک گذاشتند، از جمله ساختمان مهارکننده و سامانه خنک‌کننده اضطراری قلب راکتور. نیروگاه هسته‌ای پیکرینگ در سال ۱۹۷۱ با هزینه‌ای معادل ۷۱۶ میلیون دلار (۱۹۶۵) آغاز به کار کرد. این نیروگاه پس از آن با ساخت نیروگاه هسته‌ای بروس در سال ۱۹۷۷ و با هزینه‌ای معادل ۱٫۸ میلیارد دلار در همان محل راکتور داگلاس پوینت، ادامه یافت. از سال ۱۹۸۳، چهار راکتور جدید «بی» به واحدهای موجود پیکرینگ افزوده شد، که همگی زیرساخت مشترکی با راکتورهای «ای» داشتند. هزینه نهایی این چهار راکتور جدید ۳٫۸۴ میلیارد دلار (۱۹۸۶) بود. به‌طور مشابه، از سال ۱۹۸۴، چهار راکتور جدید با هزینه‌ای معادل ۶ میلیارد دلار به مجموعه بروس افزوده شد که این‌بار در ساختمانی جداگانه و با زیرساخت مشترک مخصوص به خودشان ساخته شدند. پس از یک حادثه از دست دادن خنک‌کننده در راکتور A2 پیکرینگ در اوت ۱۹۸۳، چهار راکتور در فاصله ۱۹۸۳ تا ۱۹۹۳ لوله‌های فشاری‌شان تعویض شد که هزینه آن ۱ میلیارد دلار (۱۹۸۳) بود.

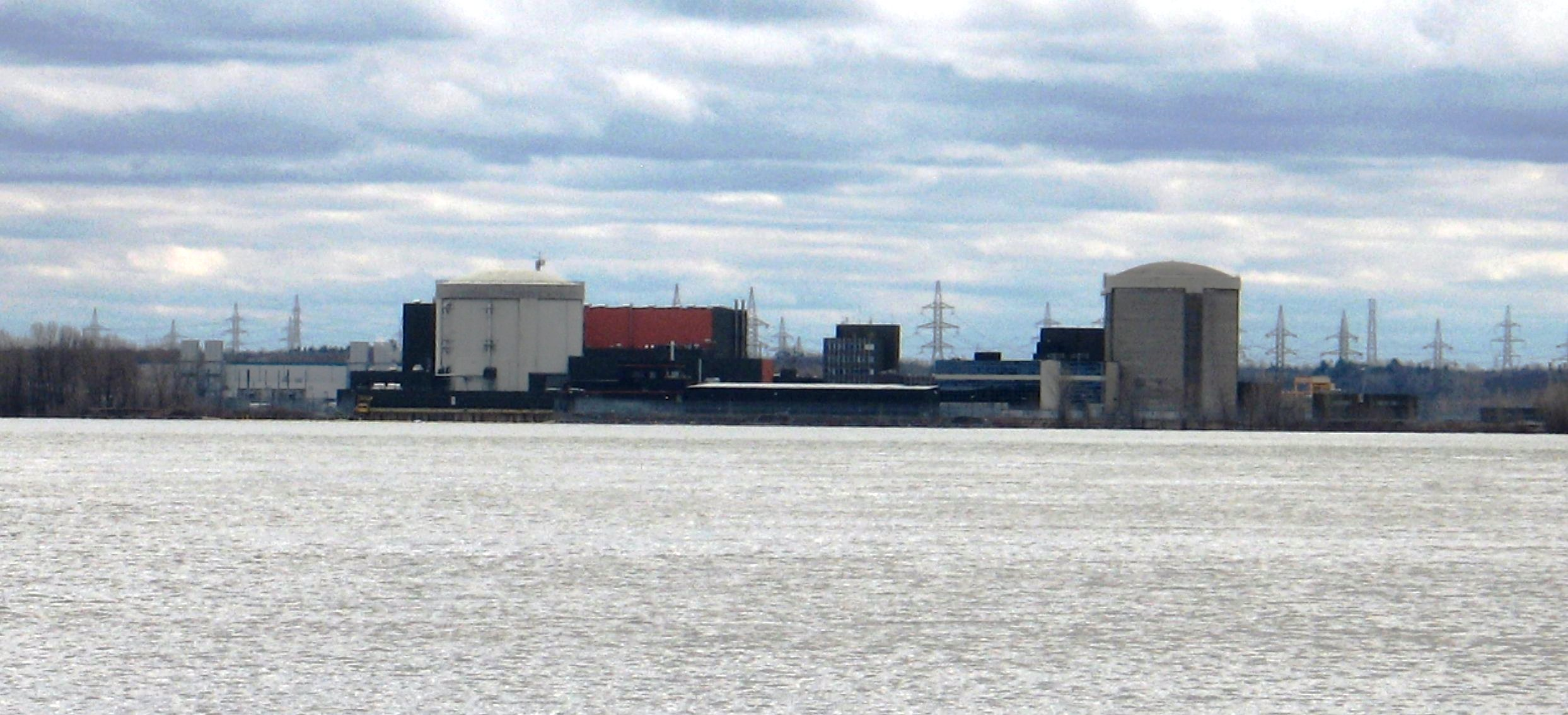
راکتورهای هسته‌ای ژانتیی-۱ (راست) و ۲ (چپ)

با توجه به اینکه بیشتر توسعه انرژی هسته‌ای در انتاریو رخ می‌داد، ملی‌گرایان کبکی نیز مشتاق بودند تا از این فناوری امیدوارکننده بهره‌مند شوند. هیدرو-کبک در ابتدا برنامه داشت تا ۴۰ راکتور در استان بسازد، اما دولت در عوض پروژه‌های عظیم برق آبی را در دستور کار قرار داد (رجوع شود به پروژه خلیج جیمز). در پایان دهه ۱۹۷۰، افکار عمومی نسبت به انرژی هسته‌ای تغییر کرد و تنها یک راکتور جدید در ژانتیی تا سال ۱۹۸۳ عملیاتی شد. در همان سال، راکتور دیگری در نیروگاه هسته‌ای پوینت لپرو، استان نیوبرانزویک، به بهره‌برداری رسید؛ استانی که از زمان بحران نفتی ۱۹۷۳ در پی تنوع‌بخشی به منابع انرژی خود بود.
در سال ۱۹۷۷، ساخت نیروگاهی جدید در نزدیکی تورنتو به نام نیروگاه هسته‌ای دارلینگتون تصویب شد و قرار بود در سال ۱۹۸۸ با هزینه تخمینی ۳٫۹ میلیارد دلار (۱۹۷۸) تکمیل شود. پس از کشمکش‌های فراوان، آخرین واحد نیروگاه پنج سال دیرتر وارد مدار شد. تا آن زمان، هزینه پروژه به ۱۴٫۴ میلیارد دلار (۱۹۹۳) افزایش یافته بود. در پی این افزایش هزینه، پروژه نیروگاه دارلینگتون B لغو شد. در این مقطع، ناوگان عملیاتی راکتورهای هسته‌ای کانادا شامل ۸ واحد در سایت پیکرینگ، ۸ واحد در بروس، ۴ واحد در دارلینگتون، یک واحد در ژانتیی در کبک، و یک واحد در پوینت لپرو در نیوبرانزویک بود که مجموع ظرفیت نصب‌شده عملیاتی به ۱۴٫۷ گیگاوات برق می‌رسید.

### نوسازی یا تعطیلی
تا سال ۱۹۹۵، واحدهای Pickering و Bruce A نیازمند نوسازی بودند؛ زیرا پس از ۲۵ سال بهره‌برداری در توان کامل مؤثر، لوله‌های سوخت دچار شکنندگی شده بودند و خطر پارگی آن‌ها افزایش یافته بود و باید تعویض می‌شدند. نخستین راکتوری که تعطیل شد، واحد ۲ Bruce A بود که در نوامبر ۱۹۹۵ به دلیل یک حادثه تعمیراتی از مدار خارج شد. پس از انتقادها از مدیریت نیروگاه‌های Ontario Hydro و مجموعه‌ای از رخدادها، در ۳۱ دسامبر ۱۹۹۷، چهار راکتور A در پیکرینگ و واحد ۱ در Bruce A به‌طور ناگهانی تعطیل شدند. سه ماه بعد، دو واحد باقی‌مانده Bruce A نیز خاموش شدند. بیش از ۵ گیگاوات از ظرفیت برق انتاریو به‌طور ناگهانی از مدار خارج شد، اما در آن زمان برنامه‌ریزی شده بود که این راکتورها با فاصله‌های شش‌ماهه از ژوئن ۲۰۰۰ مجدداً وارد مدار شوند.
در سال ۱۹۹۹، شرکت بدهکار Ontario Hydro جای خود را به Ontario Power Generation (OPG) داد. سال بعد، OPG نیروگاه‌های Bruce A و B را به Bruce Power، کنسرسیومی به رهبری بریتیش انرژی، اجاره داد. راکتورهای A4 و A1 پیکرینگ بین سال‌های ۱۹۹۹ تا ۲۰۰۳ و ۲۰۰۴ تا ۲۰۰۵ نوسازی شدند. برای جلوگیری از کمبود برق در حین حذف نیروگاه سوخت فسیلی در انتاریو، واحدهای ۳ و ۴ Bruce A در ژانویه ۲۰۰۴ و اکتبر ۲۰۰۳ بدون نوسازی به مدار بازگشتند و سپس واحدهای ۱ و ۲ نیز با صرف هزینه ۴٫۸ میلیارد دلار (۲۰۱۰) به‌طور کامل نوسازی شدند. از مجموع ۸ واحدی که تعطیل شده بودند، چهار واحد نوسازی شدند، دو واحد بدون نوسازی مجدداً راه‌اندازی شدند، و دو واحد (Pickering A2 و A3) به‌طور دائم تعطیل شدند.
در آوریل ۲۰۰۸، نوسازی در پوینت لپرو آغاز شد و پیش‌بینی می‌شد در سپتامبر ۲۰۰۹ با هزینه ۱٫۴ میلیارد دلار به پایان برسد. این پروژه با تأخیرهای متعدد مواجه شد و سه سال دیرتر از موعد، با هزینه‌ای بسیار فراتر از برآورد اولیه، به پایان رسید. در آگوست ۲۰۰۸، Hydro-Québec نیز تصمیم گرفت ژانتیی-۲ را از سال ۲۰۱۱ نوسازی کند. اما به دلیل تأخیر در بازسازی پوینت لپرو و دلایل اقتصادی در استانی با مازاد برق برق آبی در کانادا، این نیروگاه در دسامبر ۲۰۱۲ برای همیشه تعطیل شد. این نیروگاه قرار است ۴۰ سال آینده به حالت غیرفعال باقی بماند و سپس برچیده شود.
پس از حادثه اتمی فوکوشیما، کمیسیون ایمنی هسته‌ای کانادا (CNSC) دستور داد که همه بهره‌برداران راکتور، برنامه‌های ایمنی خود را بازبینی کرده و تا پایان آوریل ۲۰۱۱ پیشنهادهای بهبود را ارائه دهند. آژانس بین‌المللی انرژی اتمی (IAEA) بعدها ارزیابی‌ای از واکنش CNSC به رویدادهای نیروگاه فوکوشیمای ژاپن انجام داد و نتیجه گرفت که این واکنش «سریع، قوی و جامع بوده و می‌تواند به‌عنوان یک الگوی خوب برای دیگر نهادهای نظارتی مورد استفاده قرار گیرد».

### بازسازی‌های گسترده
تا سال ۲۰۲۲، شرکت OPG برنامه داشت که دو واحد Pickering A را تا سال ۲۰۲۴ خاموش کند و واحدهای Pickering B را تا سال ۲۰۲۶ به کار ادامه دهد. با این حال، OPG برنامه عملیاتی خود را بازبینی کرد و تصمیم گرفت که واحدهای Pickering B بتوانند تا سال ۲۰۲۶ به فعالیت خود ادامه دهند و در حال ارزیابی امکان‌سنجی بازسازی چهار واحد Pickering B و افزودن ۳۰ سال عمر عملیاتی به آنها است. در همین حال، راکتورهای دارلینگتون به تدریج تحت بازسازی کامل ۱۲٫۸ میلیارد دلاری قرار دارند که در حال حاضر بر روی واحدهای ۱ و ۳ در حال انجام است و واحد ۲ بازسازی موفقیت‌آمیزی را در سال ۲۰۲۰ به پایان رسانده است. شرکت Bruce Power برنامه مشابهی را برای هشت واحد CANDU-750 خود دنبال خواهد کرد. این پروژه بسیار عظیم از ژانویه ۲۰۲۰ آغاز شده و هزینه آن حدود ۱۳ میلیارد دلار برآورد می‌شود. راکتورهای تازه بازسازی‌شده دارلینگتون و بروس باید حداقل تا سال ۲۰۵۰ و تا سال ۲۰۶۴ به کار ادامه دهند. به منظور جبران خاموشی برنامه‌ریزی‌شده تعدادی از راکتورها، دولت انتاریو در ژانویه ۲۰۱۶ تصمیم گرفت تاریخ بازنشستگی نیروگاه Pickering A را به ۲۰۲۴ موکول کند و همزمان امکان بازسازی Pickering B را بررسی کند.

## پیشنهادات راکتور جدید
افزایش قیمت نفت، ناوگان راکتورهای کهنه، و نگرانی‌های تازه دربارهٔ کاهش گاز گلخانه‌ای باعث شد در اوایل دهه ۲۰۰۰ ساخت راکتورهای جدید در سراسر کانادا مطرح شود. اما آنچه به عنوان رونق هسته‌ای دیده می‌شد، کم‌کم کاهش یافت و هیچ ساخت جدیدی آغاز نشد.

### انتاریو

#### سایت بروس
در آگوست ۲۰۰۶، Bruce Power درخواست مجوز داد تا سایت بروس را برای ساخت تا چهار واحد نیروگاه هسته‌ای جدید آماده کند. در جولای ۲۰۰۹، این برنامه متوقف شد زیرا کاهش تقاضای برق توجیهی برای افزایش ظرفیت تولید نداشت. Bruce Power به جای آن بازسازی نیروگاه‌های A و B خود را در اولویت قرار داد.

#### سایت دارلینگتون
در سپتامبر ۲۰۰۶، OPG درخواست مجوز داد تا سایت دارلینگتون را برای ساخت تا چهار واحد نیروگاه هسته‌ای جدید آماده کند. طراحی‌های راکتوری که ابتدا برای این پروژه مد نظر بود شامل ACR-1000 از AECL, AP1000 از وستینگهاوس الکتریک و EPR از آریوا بودند. در سال ۲۰۱۱، Enhanced CANDU 6 نیز به رقابت وارد شد و به سرعت به گزینه مورد علاقه OPG تبدیل گردید. در ۱۷ اوت ۲۰۱۲، پس از ارزیابی‌های زیست‌محیطی، OPG مجوز آماده‌سازی سایت را از CNSC دریافت کرد. در سال ۲۰۱۳، پروژه متوقف شد زیرا OPG تصمیم گرفت تمرکز خود را بر بازسازی واحدهای موجود دارلینگتون بگذارد.
در اکتبر ۲۰۱۳، دولت انتاریو اعلام کرد که پروژه ساخت راکتورهای جدید دارلینگتون بخشی از برنامه بلندمدت انرژی انتاریو نخواهد بود، با اشاره به برآورد هزینه‌های سرمایه‌ای بالا و مازاد انرژی در استان در زمان اعلام.
در نوامبر ۲۰۲۰، OPG مجدداً فعالیت‌های صدور مجوز را از سر گرفت، این بار برای ساخت یک رآکتور کوچک مدولار (SMR), که بعداً به سه واحد SMR دیگر مدل BWRX-300 گسترش یافت.

### آلبرتا
شرکت Energy Alberta Corporation در ۲۷ اوت ۲۰۰۷ اعلام کرد که درخواست مجوز ساخت یک نیروگاه هسته‌ای جدید در شمال آلبرتا در Lac Cardinal (۳۰ کیلومتر غرب شهر پییس ریور) داده است، شامل دو راکتور ACR-1000 که در سال ۲۰۱۷ به عنوان منابع بخار و برق برای فرایند استخراج ماسه‌های نفتی انرژی‌بر که از گاز طبیعی استفاده می‌کند، به مدار بیایند. با این حال، یک بررسی پارلمانی پیشنهاد داد که توسعه در این زمینه متوقف شود زیرا این پروژه برای استخراج ماسه‌های نفتی ناکافی خواهد بود.
سه ماه پس از اعلام، این شرکت توسط Bruce Power خریداری شد که پیشنهاد گسترش نیروگاه به چهار واحد برای مجموع ۴ گیگاوات برق را مطرح کرد. این برنامه‌ها مختل شدند و Bruce در ژانویه ۲۰۰۹ درخواست مجوز Lac Cardinal را پس گرفت و به جای آن سایت جدیدی ۳۰ کیلومتر شمال پییس ریور پیشنهاد داد. در نهایت، در دسامبر ۲۰۱۱، این پروژه جنجالی کنار گذاشته شد.
در ۱۵ ژانویه ۲۰۲۴، شرکت Capital Power Corporation آلبرتا قراردادی با Ontario Power Generation امضا کرد تا به صورت مشترک امکان‌سنجی پیاده‌سازی رآکتور کوچک مدولار در آلبرتا را ارزیابی کنند. ارزیابی‌ها طی دو سال انجام خواهد شد و شامل بررسی قابلیت مقیاس‌پذیری و ساختار مالکیت و بهره‌برداری خواهد بود.

### ساسکچوان
دولت ساسکچوان با شرکت هیتاچی پاور سیستمز در مورد ساخت یک نیروگاه کوچک هسته‌ای در استان وارد مذاکره شد که شامل یک مطالعه پنج ساله از سال ۲۰۱۱ بود.
مطالعه‌ای در سال ۲۰۱۴ حمایت عمومی از انرژی هسته‌ای را نشان داد و به تأمین قابل اعتماد سنگ معدن اورانیوم در استان اشاره کرد، اما استان تمایل چندانی به پیشرفت نداشت و از سال ۲۰۱۱ تاکنون هیچ سایت مشخصی تعیین نشده است.
در ۲۷ ژوئن ۲۰۲۲، شرکت ساسک‌پاور رآکتور کوچک مدولار BWRX-300 را برای احتمال استقرار در اواسط دهه ۱۳۶۰ خورشیدی (میان دهه ۲۰۳۰ میلادی) انتخاب کرد.

### نیوبرانزویک
در آگوست ۲۰۰۷، کنسرسیومی به نام تیم کاندو مطالعه امکان‌سنجی نصب یک رآکتور پیشرفته کاندو در پوینت لپرو آغاز کرد تا برق ساحل شرقی را تأمین کند. در ژوئیه ۲۰۱۰، دولت نیوبرانزویک و شرکت NB Power قراردادی با آرووا برای بررسی امکان‌سنجی واحد هسته‌ای آب سبک جدید در پوینت لپرو امضا کردند، اما دولت تازه انتخاب‌شده دو ماه بعد این طرح را متوقف کرد.

### سایر فناوری‌ها
چندین شرکت نوپای کانادایی در حال توسعه طرح‌های جدید تجاری رآکتورهای هسته‌ای هستند. در مارس ۲۰۱۶، شرکت مستقر در اوک‌ویل، انتاریو به نام Terrestrial Energy از دولت کانادا گرنت ۵٫۷ میلیون دلاری دریافت کرد تا توسعه رآکتور نمک گداخته کوچک IMSR خود را پیگیری کند. شرکت Thorium Power Canada Inc. از تورنتو در پی دریافت مجوزهای قانونی برای ساخت یک رآکتور نمایشی جمع‌وجور مبتنی بر توریم در شیلی است که می‌تواند برای تأمین انرژی یک کارخانه نمک‌زدایی ۲۰ میلیون لیتری در روز استفاده شود. از سال ۲۰۰۲، شرکت General Fusion مستقر در برنابی، بریتیش کلمبیا، ۳۰۰ میلیون دلار از سرمایه‌گذاران عمومی و خصوصی برای ساخت نمونه اولیه نیروگاه همجوشی بر اساس فناوری «همجوشی هدف‌مغناطیسی» جمع‌آوری کرده است که از سال ۲۰۱۷ شروع شده است.